# Strumpfia maritima
Strumpfia maritima Jacq., 1760 è una pianta della famiglia delle Rubiaceae. È l'unica specie del genere Strumpfia e della tribù Strumpfieae.

## Distribuzione e habitat
L'areale di questa specie comprende la Florida meridionale, il Messico sud-orientale, Aruba, le Bahamas, le isole Cayman, Cuba, Hispaniola, Giamaica, Porto Rico, le Isole Sottovento, le isole Sopravento Settentrionali, Curaçao e il Venezuela.